# حسناوة
حسناوة بلدية تابعة دائرة مجانة ولاية برج بوعريريج تقع بين البرج و تفرق يقطنها حوالي 16000 نسمة 
يحدها من الشمال اولاد دحمان و برج زمورة ومن الجنوب بلدية برج بوعريريج ومن الشرق سيدي امبارك ومن الغرب مجانة.
ويعبر عليها الطريق الوطني 76 الواصل بين = برج بوعريريج حسناوة تسامرت زمورة قنزات.